# Sonklarspitze
La Sonklarspitze ou Cima di Malavalle est une montagne qui s’élève à 3 463 ou 3 471 m d’altitude dans les Alpes de Stubai, à la frontière entre l'Autriche et l'Italie.